# Сподні Врсник
Сподні Врсник (словен. Spodnji Vrsnik) — невелике поселення поруч з с. Горені Врсник, в горах на схід від Ідрії, Регіон Горишка, Словенія. Висота над рівнем моря: 684,5 м.